# Vorarlberger Volkserhebung 1809

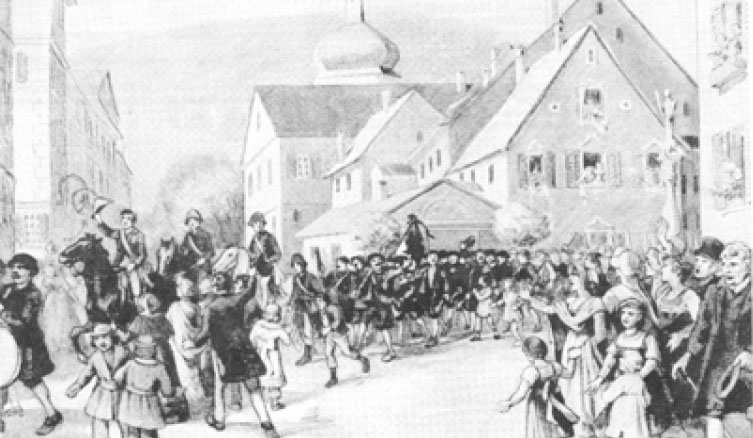
Einzug der Vorarlberger Schützen in Bregenz am 25. April 1809

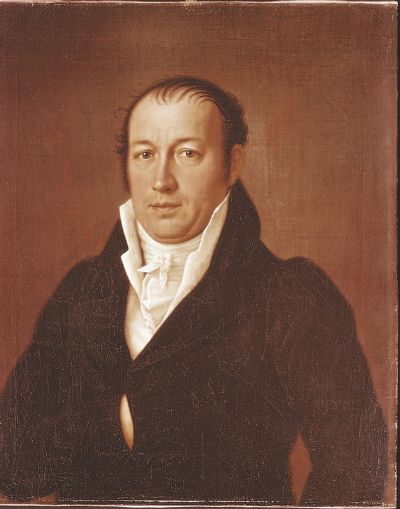
Porträt von Anton Schneider, dem Oberkommandierenden der Volkserhebung

Als Vorarlberger Volkserhebung des Jahres 1809 (teilweise auch Vorarlberger Erhebung oder Vorarlberger Volksaufstand) wird der gewaltsame Widerstand der Bevölkerung des österreichischen Landes Vorarlberg gegen die bayerische Fremdherrschaft im Rahmen des Österreichisch-Französischen Kriegs bezeichnet. Vorarlberg war im März 1806 nach dem Frieden von Pressburg gemeinsam mit Tirol vom unterlegenen Kaisertum Österreich an das Königreich Bayern abgetreten worden. Nachdem sich Österreich 1809 erneut zum Waffengang gegen das napoleonische Frankreich entschieden hatte, erhoben sich zunächst die Tiroler unter Andreas Hofer im bekannten Tiroler Volksaufstand und diesen folgend auch die Vorarlberger unter der Führung des Landeskommissärs Anton Schneider sowie der Milizoffiziere Bernhard Riedmiller, Siegmund Nachbauer und Christian Müller.
Wenngleich die Vorarlberger dabei militärisch erfolgreich waren und die bayerischen und württembergischen Truppen zwei Mal von Vorarlberger Territorium vertreiben konnten, beendete die österreichische Niederlage in der Schlacht bei Wagram und die dadurch bedingte Kapitulation Österreichs den Volksaufstand bereits im August 1809. Vorarlberg verblieb in der Folge bis zum Wiener Kongress unter bayerischer Herrschaft und kehrte erst 1814 (allerdings ohne das Landgericht Weiler) zu Österreich zurück.

## Vorgeschichte

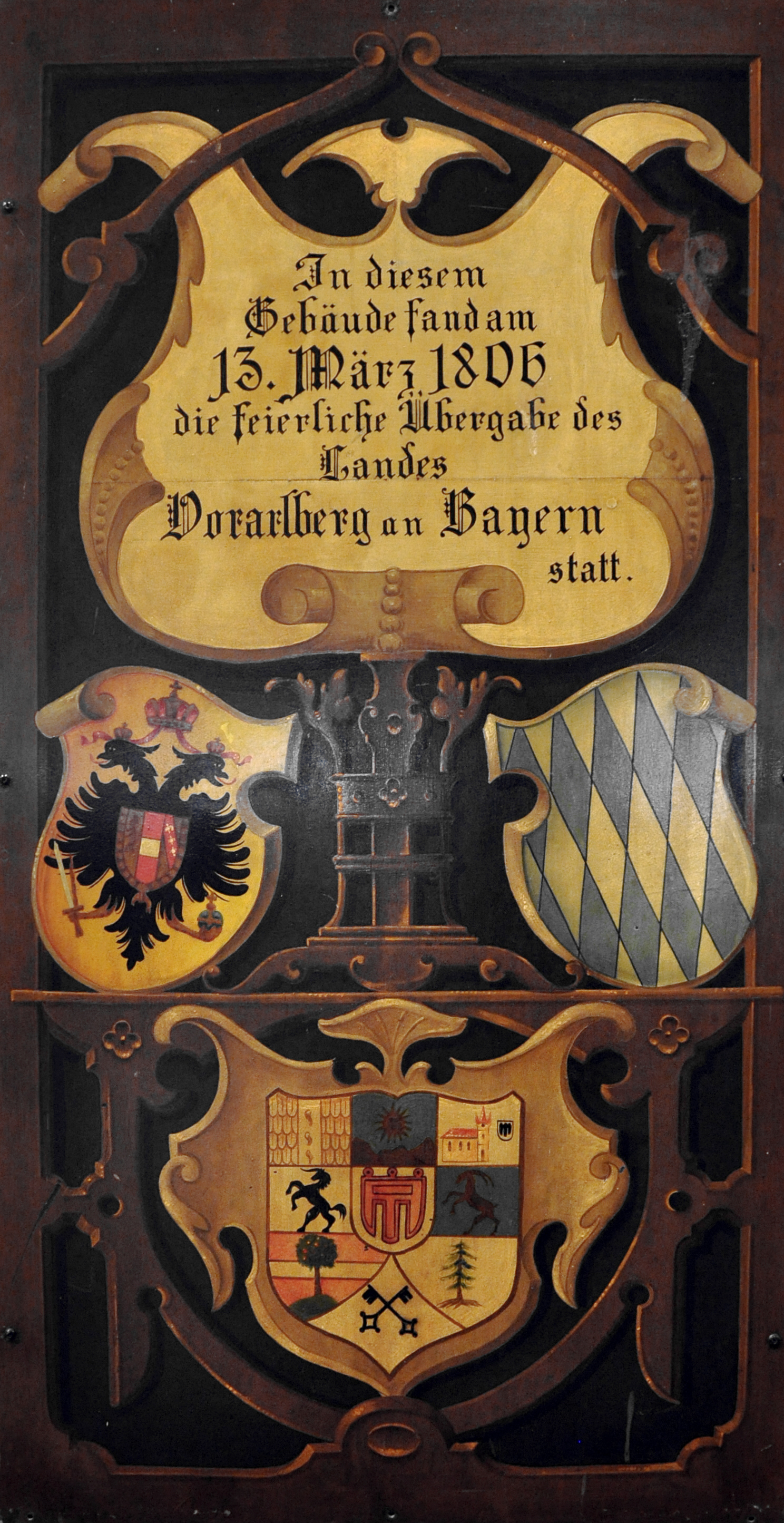
Historische Erinnerungstafel zum Übergang Vorarlbergs an Bayern

Nach der österreichischen Niederlage in der Schlacht bei Austerlitz im Rahmen des Dritten Koalitionskriegs gegen Frankreich musste Österreich beim Frieden von Pressburg seine beiden vorderösterreichischen Besitzungen Tirol und Vorarlberg an den französischen Koalitionspartner Bayern, das im selben Zug vom Kurfürstentum zum Königreich aufstieg, abtreten. Somit kamen die „sieben Herrschaften im Vorarlbergischen mit ihren Inklavierungen“ – im Wesentlichen also das Gebiet des heutigen Landes Vorarlberg – im Jahr 1806 unter bayerische Herrschaft. Es handelte sich dabei um die zuvor habsburgisch kontrollierten Herrschaften Neuburg, Feldkirch, Bludenz, Bregenz samt Hohenegg, Sonnenberg, Hohenems und Blumenegg.
Bereits zu Weihnachten 1805 rückte daher eine kleine bayerische Truppe in Bregenz ein, am 19. Jänner 1806 empfing der bayerische König Maximilian I. eine Delegation der Vorarlberger Landstände zur Huldigung. Die offizielle Übergabe des Landes erfolgte schließlich am 13. März 1806. Vorarlberg wurde in die Provinz Schwaben integriert, die 24 ursprünglichen Gerichtssprengel Vorarlbergs aufgelöst und durch sieben bayerische Landgerichte ersetzt. Mit der Einführung der allgemeinen Wehrpflicht verloren die Landstände ihre Kompetenzen auf dem Gebiet der Landesverteidigung, wenig später auch das Recht zur Steuereinhebung. Letztlich führte die Aufhebung aller Sonderverfassungen im Königreich Bayern gemäß der Bayerischen Konstitution vom 1. Mai 1808 zur völligen Auflösung der Vorarlberger Stände. Die gänzliche Auslöschung der Eigenständigkeit Vorarlbergs durch Zuweisung der neugeschaffenen Landgerichte zum Illerkreis und seinem Generalkommissär in Kempten war besonders bitter für die Vorarlberger Bevölkerung. Für besonders großen Unmut in der tiefreligiösen Vorarlberger Bevölkerung sorgte auch die im Rahmen der Säkularisation erfolgte Aufhebung des Klosters Mehrerau, die mit der Plünderung des Klosters und der Schleifung der barocken Klosterkirche verbunden war. Insgesamt regte sich also Widerstand insbesondere gegen das hohe Reformtempo, die traditionsfeindliche Politik der bayerischen Regierung und die religiösen Neuerungen.

## Erhebung des Jahres 1809
Im Jahr 1809 unterlagen die französischen Truppen Napoleon Bonapartes den aufständischen Spaniern, wodurch die österreichische Regierung die Chance witterte, die Gebietseinbußen des Pressburger Friedens zu revidieren und Frankreich militärisch zu schlagen. Die Folge war der Beginn des Österreichisch-Französischen Kriegs, dessen wichtigste Schlachten sich zwischen dem französischen Verbündeten Bayern und Österreich abspielten. Schon kurz nach Kriegsbeginn erhoben sich die Tiroler unter Andreas Hofer mit Waffengewalt gegen die bayerische Fremdherrschaft. Nachdem österreichisches Militär in der Folge von Tirol aus auch über den Arlberg vorrückte, entschieden sich insbesondere die südlichen, bäuerlich geprägten Landesteile ebenfalls zum Widerstand gegen die Bayern. Dadurch, dass in Vorarlberg zu diesem Zeitpunkt keine bayerischen Truppen stationiert waren, konnte das österreichische Militär verstärkt durch heimische Aufgebote unter der Führung der Milizoffiziere Bernhard Riedmiller, Siegmund Nachbauer und Christian Müller am 25. April 1809 ungehindert in Bregenz einziehen.
Die österreichischen und vorarlbergerischen Truppen setzten hiernach zu Vorstößen gegen Wasserburg, Wangen im Allgäu, Wurzach und Leutkirch im Allgäu sowie dem nördlichen Bodenseeufer bis nach Konstanz an. Ein Gegenschlag württembergischer Truppen in der Stärke von etwa 1000 Mann drang am 29. Mai ins Vorarlberger Rheintal vor. In der Schlacht beim Hohenemser Ortsteil Oberklien wurden die württembergischen Truppen von den Vorarlbergern aber deutlich geschlagen und über die Grenze zurückgeworfen. Am 19. Mai 1809 bestellten die reaktivierten Landstände den Advokaten Anton Schneider, der aus dem damals zu Vorarlberg gehörenden Weiler im Allgäu stammte, zum Landeskommissär. Am 9. Juni erfolgte seine Ernennung zum Generalkommissär und damit zum zivilen und militärischen Landeschef Vorarlbergs, weshalb Schneider in der modernen Geschichtsschreibung häufig als Oberkommandierender der Vorarlberger Volkserhebung beschrieben wird.
Am 13. Juni konnte ein erneuter Angriff der Württemberger und Franzosen bei Lochau abgewehrt werden. Bereits wenige Tage später endete jedoch der Österreichisch-Französische Krieg mit der Niederlage der österreichischen Truppen in der Schlacht bei Wagram, die nach der Schlacht bei Znaim am 10. und 11. Juli 1809 wesentlich dazu beitrug, einen Waffenstillstand und schließlich den Friedensvertrag von Schönbrunn herbeizuführen. Trotz der Zusicherung des Kaisers in der Wolkersdorfer Proklamation, niemals einen Frieden eingehen zu wollen, der die Abtretung Tirols und Vorarlbergs zur Folge habe, erklärten der Waffenstillstandsvertrag von Znaim und der Schönbrunner Friede genau das. Angesichts eines drohenden französischen Angriffs von Osten her beschloss der Landtag zunächst die Entlassung der Landesverteidiger und die Aufnahme von Waffenstillstandsverhandlungen, schließlich aber doch weiteren Widerstand. Letztlich fiel der Vorarlberger Volksaufstand angesichts der militärischen Situation Anfang August aber völlig in sich zusammen. In der Folge besetzten starke württembergische und französische Verbände – gesamt etwa 10.000 Mann – die Vorarlbergischen Gebiete. 177 Geiseln aus allen Landesteilen wurden von den Besatzungskräften ausgehoben und über Ulm nach Belgien verbracht. Anton Schneider stellte sich den Württembergern und wurde in der Folge von Bayern inhaftiert, jedoch nicht den Franzosen ausgeliefert, womit er der Hinrichtung und damit dem späteren Schicksal Andreas Hofers entging. Der fortgesetzte Aufstand gegen Bayern in Tirol bis Ende November spielte sich im Wesentlichen dann ohne Vorarlberger Beteiligung ab.

## Auswirkungen und Folgen
Nachdem sich die Vorarlberger nach der militärischen Niederlage Österreichs auf unabsehbare Zeit mit der bayerischen Herrschaft abfinden mussten, betrieben beide Seiten in der Folge eine Art Entspannungspolitik. So setzten die Bayern etwa an den Landgerichten vom Volk gewählte Deputierte als Vertrauensleute in beratender Funktion ein. Die Vorarlberger machten das ehemalige Kloster Mehrerau der bayerischen Königin Karoline zum Geschenk und benannten die damals eigenständige Gemeinde Rieden in Karolinenau um.
In der am 3. Juni 1814 unterzeichneten Pariser Konvention zwischen den zu diesem Zeitpunkt kriegsverbündeten Bayern und Österreichern wurde schließlich festgelegt, dass Bayern das Inn- und Hausruckviertel, Salzburg, Tirol und Vorarlberg an Österreich zurückzugeben habe. Vorarlberg kam damit am 24. Juli 1814 fünf Jahre nach der Volkserhebung des Jahres 1809 wieder unter habsburgische Herrschaft zurück, wobei allerdings die Gebiete des vormals vorarlbergerischen Landgerichts Weiler nicht zu Österreich zurückkehrten und bis heute Teil Bayerns sind.